# مقبرة سلوان

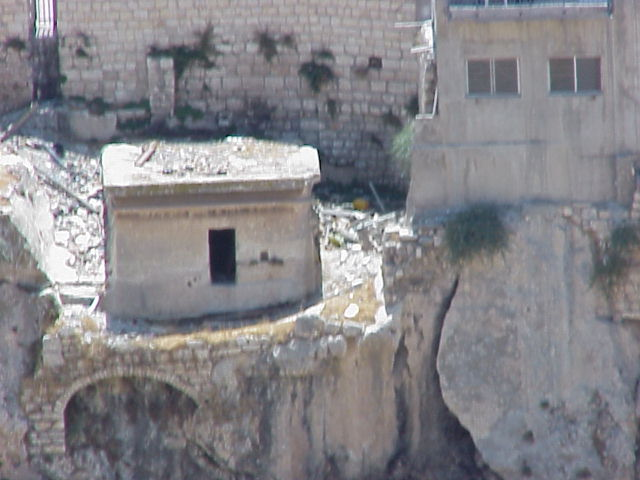
بقايا منليث سلوان، مقبرة من فترة الهيكل الأول.

مقبرة سلوان هي أثَار مقبرة محفورة في الصخر يفترض أنها استُخدمت من قبل كبار المسؤولين المقيمين في القدس. قُطعت مقابرها بين القرنين التاسع والسابع قبل الميلاد. وهي تقع على المنحدر الشرقي الصخري لوادي النار، وتواجه أقدم جزء من القدس. وقد بُني في وقت لاحق جزء من قرية سلوان الفلسطينية فوق المقبرة.

## التاريخ
كان وجود المقابر في قرية سلوان معروفًا منذ القرن التاسع عشر، بما في ذلك من قبل تشارلز وارن، الذي حاول إجراء مسح للمقابر في عام 1876 -ادعى وارن أنه أحبط بسبب "الطبيعة العدائية للقرويين" الذين وصفهم بأنهم "مجموعة خارجة عن القانون".
```
وبحسب عالم الآثار 
ديفيد أوسيشكين
، أُفرِغت جميع القبور وأزيلت محتوياتها منذ وقت طويل، في حين أُلحقت أيضا قدر كبير من الدمار الهيكلي بالقبور على مدى آلاف السنين من خلال المحاجر وتحويل القبور لاستخدامها كمساكن، سواء من قبل الرهبان في الفترة البيزنطية عندما كانت تُستخدم كخلايا للرهبان أو حتى ككنائس.
[
1
]
 في العصر الحديث، يذكر أوسيشكين: «عندما بنيت القرية العربية ؛ ودُمرت القبور أو أُدمجت في المنازل أو حُولت إلى خزانات للمياه ومدافن للصرف الصحي.»
[
1
]
 لم يُجرَ أول مسح دقيق حتى سنة 1968.
[
1
]
```

## الأهمية
```
مقبرة سلوان موقع أثري ذو أهمية كبيرة. وفي القرن التاسع عشر، احتوت على نحو أربعين مقبرة من العيار المميز محفورة في الصخر، كان معظمها لا يزال محفوظا حتى أواخر ستينات القرن العشرين.
[
2
]
 عُثر على  نقوش مكتوبة بالعبرية على ثلاثة من المقبور.
[
2
]
```

تختلف هندسة المقابر وطريقة دفنها "عن أي شيء معروف عن فلسطين المعاصرة. وتظهر هنا فقط عناصر مثل المداخل الموجودة على ارتفاع فوق السطح، والأسقف الجملونية، والسقوف المستقيمة مع إفريز، وأماكن الراحة على شكل حوض مع وسائد، والمقابر فوق الأرض، والنقوش المنقوشة على الواجهة تظهر ". إن المقاعد الحجرية التي وُضعت عليها الجثث وأبواب المدخل الصغيرة المربعة مماثلة لتلك الموجودة في أماكن أخرى في يهوذا. يعتقد ديفيد أوسيشكين أن التشابه المعماري مع أنماط البناء في المدن الفينيقية يؤكد صحة الوصف التورات للتأثير الفينيقي على الممالك الإسرائيلية.
فلو اتَّبعت الممالك الاسرائيلية القديمة ممارسات الممالك السامية الغربية الاخرى، لكان الملوك أنفسهم قد دُفنوا داخل أسوار المدينة، تحت القصر الملكي. يتفق العلماء على أن القصر الملكي كان يقف على التلة المقابلة في الغرب.

## أنواع المقابر في مقبرة سلوان
هناك ثلاثة أنواع مختلفة من المقابر في مقبرة سلوان، يتركز كل نوع في منطقة واحدة محددة.
تتميز سبعة من المقابر بسقوف جملونية ونقوش حجرية دقيقة للغاية. يصفها أوسيشكين بأنها "من بين أجمل المقابر المنقوشة على الصخور المعروفة في منطقة القدس حتى عند مقارنتها بمقابر الفترات اللاحقة". على عكس المقابر العائلية الواسعة في فترات لاحقة، فهي مخصصة للدفن الفردي أو المزدوج، حيث تتسع واحدة فقط من المقابر السبعة لثلاث جثث. وقد أدى الدمار اللاحق بها إلى طمس المداخل الأصلية.
يحتوي نوع المقبرة الثاني الذي وصفه أوسيشكين على سقوف مسطحة و 1 أو 2 أو 3 غرف من الحجر الأنيق المربع بعناية في غرف واسعة. يتميز أحدهما بغرفة خلفية ذات مقياس وجودة "مثير للإعجاب" بشكل خاص.
هناك مقابر تجمع بين خصائص الاثنين الموصوفين أعلاه.
النوع الثالث يتكون من ثلاثة مقابر متراصة "رائعة" فقط ، تقع الآن في الجزء الشمالي من القرية. تم نحتها من الجرف لإنشاء مبان قائمة بذاتها فوق غرف الدفن تحت الأرض. بقيت النقوش العبرية على هذه المقابر الثلاثة. هذه هي النقوش القديمة الوحيدة التي بقيت في سلوان.
فيما يلي المقابر الثلاثة المتراصة:

### قبر ابنة فرعون
أشهر المقابر القديمة المنحوتة في الصخر في سلوان هي النقوش الرفيعة المعروفة بقبر ابنة فرعون. وهي المقبرة الوحيدة من بين المقابر الثلاثة القائمة بذاتها التي بقيت فيها الغرفة فوق الأرض، على الرغم من أن السقف الهرمي الشكل مفقود لأنه كان محفور من أجل الحجر. السقف جملوني.

### قبر المضيف الملكي

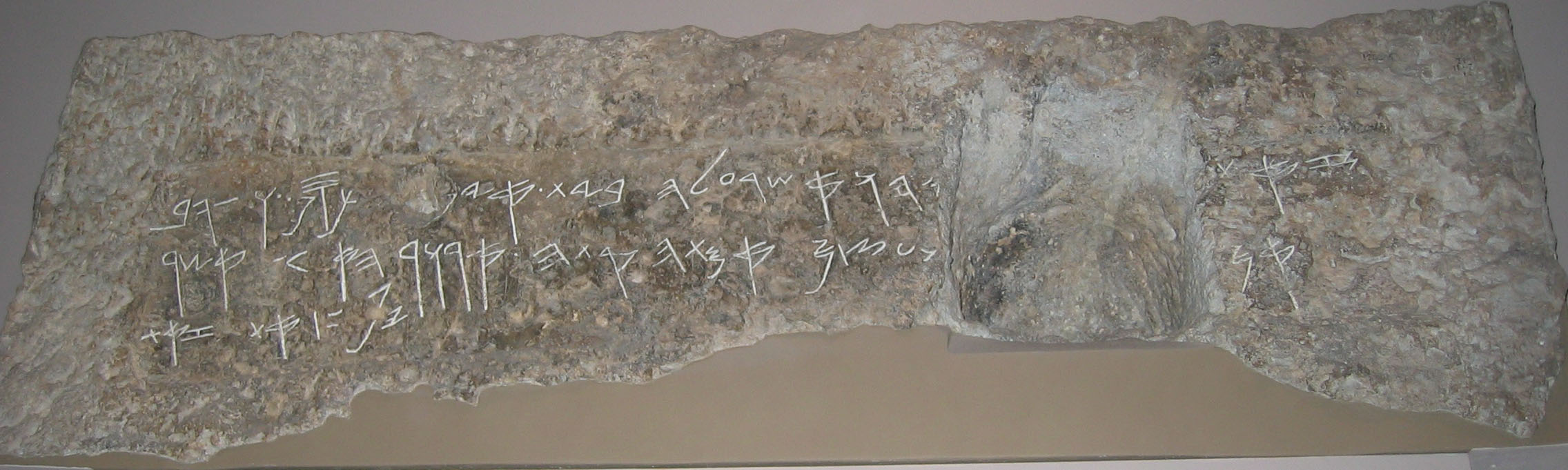
Lintel عتب قبر ... ياهو الذي فوق البيت"

قبر آخر بارز، يُسمى قبر المضيف الملكي، تم دمجه الآن في منزل من العصر الحديث في الشارع الرئيسي للقرية. في وقت ما تم لصقها لاستخدامها كخزان، في عام 1968 كانت قيد الاستخدام كغرفة تخزين. اكتشافه في عام 1874 تشارلز سيمون كليرمون جانو.
يقول النقش القديم "هذا هو قبر [...] ياهو الذي فوق المنزل. لا يوجد هنا فضة أو ذهب إلا (عظامه) وعظام أمه. اللعنة على الرجل الذي يفتح هذا  القبر". الجزء الاول من الاسم العبراني ممسوح، لكنه يشير إلى وكيل يهودي ملكي أو حاجب ملك في يهوذا. قام كليرمون جانو بشحن نقش القبر إلى المتحف البريطاني، لكن نحمان أفيجاد لم يفك رموزها إلا في خمسينات القرن العشرين. يعتقد بعض العلماء أن هذا هو قبر شبنا المذكور في الكتاب المقدس، الوكيل وأمين صندوق الملك حزقيا (727-698 قبل الميلاد). ويُعتقد أنه في الوقت المناسب كان يمكن كتابة الاسم نفسه مع نهاية ياهو أو بدونها، مما يسمح لشبنياهو كصيغة مغايرة لشبنا. وبحسب دايڤيد أوسيشكين، احتوى القبر على غرفتين، الغرفة الخارجية التي يُحتمل أن يكون فيها مقعد مزدوج للساكن وزوجته، وغرفة داخلية فيها مقعد واحد لدفن احد اقربائه الذين يمكن ان يشار اليه في النقوش الثانية. إن سفر إشعيا (22:16) يوبخ شبنا على فرضيته: "ما الذي كان لك هنا ومن لك هنا، حتى أنك حفرت لك قبرا هنا، كما أخرجه قبرا في الأعالي، وحفر لنفسه مسكنا في الصخر؟"